# Liga Latinoamérica Apertura 2020 (League of Legends)
La Apertura 2020 fue el torneo que inauguró la Temporada 2020 de la Liga Latinoamérica (LLA) de League of Legends, organizada por Riot Games, siendo la tercera edición de esta competición. Debido a la emergencia mundial causada por la pandemia de COVID-19, el torneo se llevó a cabo de forma remota, con los partidos jugados en línea para garantizar la seguridad de los participantes y el equipo de producción. La fase regular del torneo comenzó el 2 de febrero de 2020, mientras que los Playoffs concluyeron el 2 de mayo de 2020.
En esta edición, también destacó la asociación entre Riot Games y TV Azteca, lo que marcó un cambio significativo en la organización y producción del evento. La LLA trasladó su sede de Chile a México, estableciéndose en un estudio ubicado en el centro comercial Artz Pedregal de la Ciudad de México.
El equipo chileno de All Knights se proclamó campeón el 2 de mayo de 2020 después de vencer a Isurus 3-2, siendo el primer y único equipo chileno en ser campeón de la LLA.

## Formato

### Temporada Regular
La Temporada Regular constara de 2 fases:

#### Primera Fase
La primera fase consta de un total de 8 equipos y cada uno de estos jugará 14 partidas por ciclo, en un formato de liga todos contra todos (Double Round Robin), en cada combate se disputará una partida. Cada equipo enfrentará en dos oportunidades a cada uno de sus oponentes por ciclo, dónde cada ronda contempla un total de 7 fechas de competición. El ranking de clasificación a la fase siguiente lo determinará la cantidad de puntos conseguidos. El equipo que salga victorioso por un marcador de 1-0 recibirá 1 punto y el equipo que sea derrotado 0-1 obtendrá 0 puntos. Al finalizar esta primera fase, los 5 primeros lugares pasarán a la segunda fase.

#### Segunda Fase
La segunda fase consta de un total de 5 equipos y cada uno de estos jugará 4 partidas por ciclo, en un formato de liga todos contra todos (Single Round Robin), en cada combate se disputará una partida. Cada equipo enfrentará en una oportunidad a cada uno de sus oponentes por ciclo, dónde la ronda contempla un total de 2 fechas de competición. El ranking de clasificación a la fase siguiente lo determinará la cantidad de puntos conseguidos tanto en la primera como en la segunda fase (puntos acumulados). Durante la segunda fase, el equipo que salga victorioso por un marcador de 1-0 recibirá 2 puntos y el equipo que sea derrotado 0-1 obtendrá 0 puntos. Al finalizar esta segunda fase, los 4 primeros lugares pasarán a las Eliminatorias.

#### Desempate
En el caso de que dos equipos estén empatados en los puestos (definido como tener la misma cantidad de puntos) al finalizar la temporada regular, entonces se considerarán los siguientes criterios:
1. Puntos logrados en los enfrentamientos directos.
2. Una partida de desempate.

### Play-off's
Esta fase consiste en un torneo de eliminación única entre los cuatro mejores equipos de la segunda fase de la temporada regular, ordenados según su clasificación. Todas las rondas de las eliminatorias se jugarán al mejor de 5 juegos. 
En los cuartos, el primer combate se jugará entre el 3º y 4º puesto, dónde el 3º puesto tiene sembrado superior. En semis, el 2° puesto se enfrentará al equipo ganador de los cuartos, dónde el 2º puesto tendrá sembrado superior. Para finalizar, el 1° puesto que se enfrentará al equipo ganador de semis, dónde el 1º puesto tendrá sembrado superior.

## Equipos participantes
Los siguientes equipos participaron:
| Pos. | Descenso Temporada 2019 |
| ---- | ----------------------- |
| 8°   | Kaos Latin Gaming       |

| Pos. | Ganadores Promoción 2020 |
| ---- | ------------------------ |
| GP1  | Azules Esports           |

| Temporada 2020 | Temporada 2020 | Temporada 2020 | Temporada 2020 | Temporada 2020                |
| Región         | País           | Equipo         | ID             | Procedencia                   |
| -------------- | -------------- | -------------- | -------------- | ----------------------------- |
| LAS            | Argentina      | Isurus Gaming  | ISG            | 1° lugar de la Temporada 2019 |
| LAS            | Argentina      | Furious Gaming | FG             | 6° lugar de la Temporada 2019 |
| LAS            | Chile          | All Knights    | AK             | 2° lugar de la Temporada 2019 |
| LAS            | Chile          | Azules Esports | UCH            | Ganador 1 Promoción 2020      |
| LAN            | Costa Rica     | INFINITY       | INF            | 3° lugar de la Temporada 2019 |
| LAN            | México         | Rainbow7       | R7             | 4° lugar de la Temporada 2019 |
| LAN            | México         | XTEN Esports   | XTN            | 5° lugar de la Temporada 2019 |
| LAN            | México         | Pixel Esports  | PIX            | Ganador 2 Promoción 2020      |

## Fase Regular

### Fase 1
| Ps. | Equipo          | PJ | PG | PP | Pts. | WR. | Nota:          |
| --- | --------------- | -- | -- | -- | ---- | --- | -------------- |
| 1.  | INFINITY (1)    | 14 | 11 | 3  | 11   | 79% | Siguiente Fase |
| 2.  | All Knights (2) | 14 | 11 | 3  | 11   | 19% | Siguiente Fase |
| 3.  | Rainbow7 (3)    | 14 | 10 | 4  | 10   | 71% | Siguiente Fase |
| 4.  | Isurus (4)      | 14 | 10 | 4  | 10   | 71% | Siguiente Fase |
| 5.  | XTEN Esports    | 14 | 6  | 8  | 6    | 43% | Siguiente Fase |
| 6.  | Pixel           | 14 | 4  | 10 | 4    | 29% |                |
| 7.  | Azules (5)      | 14 | 2  | 12 | 2    | 14% |                |
| 8.  | Furious (6)     | 14 | 2  | 12 | 2    | 14% |                |

#### Resultados
| Isurus         | 1 - 0 | INFINITY      | 15 de febrero |
| Furious Gaming | 0 - 1 | All Knigths   | 15 de febrero |
| Azules         | 0 - 1 | Pixel Esports | 15 de febrero |
| XTEN Esports   | 0 - 1 | Rainbow7      | 15 de febrero |
| INFINITY       | 1 - 0 | Rainbow7      | 16 de febrero |
| XTEN Esports   | 0 - 1 | All Knights   | 16 de febrero |
| Furious Gaming | 0 - 1 | Pixel Esports | 16 de febrero |
| Isurus         | 1 - 0 | Azules        | 16 de febrero |

| All Knights   | 0 - 1 | INFINITY       | 22 de febrero |
| Pixel Esports | 0 - 1 | XTEN Esports   | 22 de febrero |
| Azules        | 1 - 0 | Furious Gaming | 22 de febrero |
| Rainbow7      | 1 - 0 | Isurus         | 22 de febrero |
| All Knights   | 1 - 0 | Isurus         | 23 de febrero |
| Rainbow7      | 1 - 0 | Azules         | 23 de febrero |
| XTEN Esports  | 0 - 1 | Furious Gaming | 23 de febrero |
| INFINITY      | 1 - 0 | Pixel Esports  | 23 de febrero |

| Rainbow7       | 0 - 1 | All Knights    | 29 de febrero |
| Furious Gaming | 0 - 1 | INFINITY       | 29 de febrero |
| Azules         | 0 - 1 | XTEN Esports   | 29 de febrero |
| Isurus         | 1 - 0 | Pixel Esports  | 29 de febrero |
| INFINITY       | 1 - 0 | XTEN Esports   | 1 de marzo    |
| Isurus         | 1 - 0 | Furious Gaming | 1 de marzo    |
| All Knights    | 1 - 0 | Azules         | 1 de marzo    |
| Pixel Esports  | 0 - 1 | Rainbow7       | 1 de marzo    |

| Rainbow7      | 1 - 0 | Furious Gaming | 7 de marzo |
| XTEN Esports  | 0 - 1 | Isurus         | 7 de marzo |
| Pixel Esports | 0 - 1 | All Knights    | 7 de marzo |
| Azules        | 0 - 1 | INFINITY       | 7 de marzo |
| INFINITY      | 1 - 0 | Isurus         | 8 de marzo |
| Rainbow7      | 1 - 0 | XTEN Esports   | 8 de marzo |
| Pixel Esports | 1 - 0 | Azules         | 8 de marzo |
| All Knights   | 1 - 0 | Furious Gaming | 8 de marzo |

| Rainbow7       | 1 - 0 | INFINITY       | 28 de marzo |
| Pixel Esports  | 1 - 0 | Furious Gaming | 28 de marzo |
| Azules         | 0 - 1 | Isurus         | 28 de marzo |
| All Knights    | 1 - 0 | XTEN Esports   | 28 de marzo |
| Isurus         | 0 - 1 | Rainbow7       | 29 de marzo |
| XTEN Esports   | 1 - 0 | Pixel Esports  | 29 de marzo |
| Furious Gaming | 0 - 1 | Azules         | 29 de marzo |
| INFINITY       | 1 - 0 | All Knights    | 29 de marzo |

| Isurus         | 1 - 0 | All Knights    | 4 de abril |
| Furious Gaming | 0 - 1 | XTEN Esports   | 4 de abril |
| Azules         | 0 - 1 | Rainbow7       | 4 de abril |
| Pixel Esports  | 0 - 1 | INFINITY       | 4 de abril |
| Pixel Esports  | 0 - 1 | Isurus         | 5 de abril |
| INFINITY       | 1 - 0 | Furious Gaming | 5 de abril |
| XTEN Esports   | 1 - 0 | Azules         | 5 de abril |
| All Knights    | 1 - 0 | Rainbow7       | 5 de abril |

| Rainbow7       | 1 - 0 | Pixel Esports | 11 de abril |
| XTEN Esports   | 1 - 0 | INFINITY      | 11 de abril |
| Azules         | 0 - 1 | All Knights   | 11 de abril |
| Furious Gaming | 0 - 1 | Isurus        | 11 de abril |
| All Knights    | 1 - 0 | Pixel Esports | 12 de abril |
| Isurus         | 1 - 0 | XTEN Esports  | 12 de abril |
| Furious Gaming | 1 - 0 | Rainbow7      | 12 de abril |
| INFINITY       | 1 - 0 | Azules        | 12 de abril |

### Fase 2
| Ps. | Equipo       | PJ | PG | PP | Pts. | WR. | Nota:            |
| --- | ------------ | -- | -- | -- | ---- | --- | ---------------- |
| 1.  | All Knights  | 4  | 3  | 1  | 17   | 75% | Final            |
| 2.  | Rainbow7     | 4  | 3  | 1  | 16   | 75% | Semifinales      |
| 3.  | INFINITY     | 4  | 2  | 2  | 15   | 50% | Cuartos de Final |
| 4.  | Isurus       | 4  | 2  | 2  | 14   | 50% | Cuartos de Final |
| 5.  | XTEN Esports | 4  | 0  | 4  | 6    | 0%  |                  |

#### Resultados
| INFINITY    | 0 - 1 | Isurus       | 18 de abril |
| All Knights | 1 - 0 | Rainbow7     | 18 de abril |
| Isurus      | 1 - 0 | XTEN Esports | 18 de abril |
| Rainbow7    | 1 - 0 | INFINITY     | 18 de abril |
| All Knights | 1 - 0 | XTEN Esports | 18 de abril |

| Rainbow7     | 1 - 0 | Isurus      | 19 de abril |
| XTEN Esports | 0 - 1 | INFINITY    | 19 de abril |
| Isurus       | 0 - 1 | All Knights | 19 de abril |
| XTEN Esports | 0 - 1 | Rainbow7    | 19 de abril |
| INFINITY     | 1 - 0 | All Knights | 19 de abril |

## PlayOffs

### Cuadro de Desarrollo
|  | Cuartos de final | Cuartos de final | Cuartos de final |        |   | Semifinales | Semifinales | Semifinales |   |  | Final | Final | Final |  |
|  |                  |                  |                  |        |   |             |             |             |   |  |       |       |       |  |
|  |                  |                  |                  |        |   |             |             |             |   |  |       |       |       |  |
|  |                  |                  |                  |        |   |             |             |             |   |  |       |       |       |  |
|  |                  |                  |                  |        |   |             |             |             |   |  |       |       |       |  |
|  |                  |                  |                  |        |   |             |             |             |   |  |       |       |       |  |
|  |                  |                  |                  |        |   |             |             |             |   |  |       |       |       |  |
|  |                  |                  |                  |        |   |             |             |             |   |  |       |       |       |  |
|  |                  |                  |                  |        |   |             |             |             |   |  |       |       |       |  |
|  |                  |                  |                  |        |   |             |             |             |   |  |       |       |       |  |
|  |                  |                  |                  |        |   |             |             |             |   |  |       |       |       |  |
|  |                  |                  |                  |        |   |             |             |             |   |  |       |       |       |  |
|  |                  |                  |                  |        |   |             | 1           | All Knights | 3 |  |       |       |       |  |
|  |                  |                  |                  |        |   |             |             |             | 3 |  |       |       |       |  |
|  |                  |                  | 4                | Isurus | 2 |             |             |             |   |  |       |       |       |  |
|  |                  |                  | 4                | Isurus | 2 |             |             |             |   |  |       |       |       |  |
|  |                  |                  |                  |        |   |             |             |             |   |  |       |       |       |  |
|  |                  |                  |                  |        |   |             |             |             |   |  |       |       |       |  |
|  |                  | 2                | Rainbow7         | 1      |   |             |             |             |   |  |       |       |       |  |
|  |                  |                  |                  | 1      |   |             |             |             |   |  |       |       |       |  |
|  |                  |                  | 4                | Isurus | 3 |             |             |             |   |  |       |       |       |  |
|  | 3                | INFINITY         | 4                | Isurus | 3 | 1           |             |             |   |  |       |       |       |  |
|  | 3                | INFINITY         |                  |        |   |             |             |             |   |  |       |       |       |  |
|  | 4                | Isurus           | 3                |        |   |             |             |             |   |  |       |       |       |  |
|  | 4                | Isurus           | 3                |        |   |             |             |             |   |  |       |       |       |  |
|  |                  |                  |                  |        |   |             |             |             |   |  |       |       |       |  |

### Cuartos de final
| INFINITY | 1 - 0 | Isurus   | 25 de abril |
| Isurus   | 1 - 0 | INFINITY | 25 de abril |
| INFINITY | 0 - 1 | Isurus   | 25 de abril |
| Isurus   | 1 - 0 | INFINITY | 25 de abril |

### Semifinales
| Rainbow7 | 1 - 0 | Isurus | 26 de abril |
| Rainbow7 | 0 - 1 | Isurus | 26 de abril |
| Rainbow7 | 0 - 1 | Isurus | 26 de abril |
| Rainbow7 | 0 - 1 | Isurus | 26 de abril |

### Final
| Isurus | 1 - 0 | All Knights | 2 de mayo |
| Isurus | 0 - 1 | All Knights | 2 de mayo |
| Isurus | 0 - 1 | All Knights | 2 de mayo |
| Isurus | 1 - 0 | All Knights | 2 de mayo |
| Isurus | 0 - 1 | All Knights | 2 de mayo |

|                                 |
| Bandera de Chile                |
| Campeón All Knights 1.er título |

- Datos: Q133843746